# Charles Devaux
Charles Devaux (Brugge, 5 oktober 1797 - 23 december 1861) was griffier van de provincie West-Vlaanderen en invloedrijk liberaal politicus in Brugge.

## Levensloop
Charles Joseph Devaux was de zoon van de arts Joseph Devaux (1766-1804) en Isabelle van Vyve (1773-1848). Hij beroemde er zich graag op dat zijn grootmoeder Van Vyve, Petronilla Breydel (1744-1821) tot de familie behoorde van de held van 1302.  Zijn zus Julie trouwde met de bankier en Brugse schepen Jacques Dujardin van wie de dochter trouwde met de Brugse burgemeester Jules Boyaval. Zijn zus Adèle trouwde met de voorzitter van de rechtbank Joseph Spruyt. Daarnaast had Devaux rechtstreeks contact met hoofdpersonages uit het jonge koninkrijk, meer bepaald met zijn neef Paul Devaux en zijn aangetrouwde neef Jules Van Praet.
Charles Devaux trouwde in 1835 met de anglicaanse Emilie Chantrell (1805-1864), die behoorde tot een Engelse familie die al een paar generaties in Brugge gevestigd was. Ze hadden vijf kinderen:
- Alfred Devaux (1836- ), arts, trouwde met Hélène Louise Van Damme (1833-1884), de dochter van Charles-Louis Van Damme (1806-1884), die van 1862 tot 1884 gouverneur van de provincie Luxemburg was en ze hadden een dochter, Marguerite. Het gezin ging zich in Aarlen vestigen en verhuisde later naar Brussel.
- Julia Devaux  (1838-1867) die trouwde met de arts Auguste Verbaere (1836-1900).
- Marie Devaux (1840-1883) die trouwde met architect Isidore Alleweireldt (1824-1892).
- Claire Devaux (1842-).
- Elisa Devaux (1843-) trouwde met Hubert Lefevre, substituut van de procureur des Konings in Aarlen.
- Adèle Devaux (1847-).

## Provincie West-Vlaanderen
Devaux was op het einde van de Franse tijd ontvanger van belastingen. In 1815 werd hij ambtenaar in de provinciale diensten en in 1824 bevorderde hij tot afdelingshoofd. Einde 1836, nadat de nieuwe provinciewet in voege trad, werd hij benoemd tot provinciaal griffier, in opvolging van Olivier Roels.
De functie als hoofd van de provinciale administratie en als plaatsvervanger van de gouverneur wanneer die verhinderd was, had belang. De griffier was een vaste waarde binnen de bestendige deputatie, daar waar de gedeputeerden nogal eens wisselden. Hij hield de pen vast om het verslag van hun bijeenkomsten te notuleren en zorgde voor de uitvoering van de genomen beslissingen. Hij kon hierbij heel wat invloed uitoefenen en zaken naar zijn hand zetten. Een voorbeeld hiervan is dat hij voor de bouw van een nieuwe toren op de kathedraal het ontwerp kon doen goedkeuren van zijn schoonbroer Robert Dennis Chantrell en de uitvoering ervan kon doen toewijzen aan zijn schoonbroer William Chantrell.
Op 19 september 1860 nam hij ontslag. Vijftien maanden later overleed hij.

## Jagers-Verkenners
Tijdens de revolutie van 1830 was een Burgerwacht ontstaan en in de schoot ervan was een Compagnie Jagers-Verkenners tot stand gekomen. Deze compagnie bestond uit ruiters die tot de plaatselijke adel en bourgeoisie behoorden. Bij de terugkeer van de vrede was de compagnie niet ontbonden, maar de activiteiten beperkten zich tot af en toe vreedzaam krijgertje spelen en parade houden.
In 1840 werd Devaux commandant van de Jagers Verkenners, een club die hoofdzakelijk uit jonge mannen bestond die tot de liberale strekking behoorden. Toen in 1847 een hongeroproer ontstond, vond Devaux dat het tijd werd om zijn compagnie weer strijdvaardig in te zetten. Hij kon zijn gouverneur hiervan overtuigen, maar de stad Brugge, die voor de kledij van de ruiters moest instaan, was zeer afwijzend. De politie, de rijkswacht en desnoods het leger vond men op het stadhuis voldoende om voor orde en rust in te staan. In die strijd zou Devaux het onderspit delven en de Jagers Verkenners zouden terugkeren naar hun sluimerend bestaan, dat ze zouden blijven doorzetten tot aan de vooravond van de Eerste Wereldoorlog.

## Politicus
Gedurende zijn ganse carrière was Devaux een van de gangmakers van de liberale partij in Brugge, wat niet onverenigbaar bleek te zijn met zijn ambtelijke bezigheden. Hij kon geen politieke mandaten bekleden, maar binnen de bestuursorganen van de jonge liberale partij speelde hij een belangrijke rol. Zijn invloed werd mee ondersteund door zijn verwantschap met Paul Devaux, William Chantrell en Jules Boyaval. Hij telde daarbij, naast verschillende nauwe vrienden, ook twee schoonbroers, Jacques Dujardin en Joseph Spruyt onder de provincieraadsleden.
Zijn politieke activiteiten verhinderden niet dat hij op goede voet stond met de katholieke gouverneur Felix de Mûelenaere en nadien met de liberale gouverneurs Adolphe de Vrière en Benoît Vrambout
In 1848 slaagde hij er in om in de liberale partij in Brugge een scheuring te voorkomen tussen de radicale en de gematigde partijprominenten. Hijzelf behoorde eerder tot de eerste groep.
Gedurende veel jaren was hij de officieuze hoofdredacteur van het radicale liberale blad L'Impartial de Bruges, met als gevolg dat hij vaak scherp werd aangevallen in de katholieke Le Patrie, maar ook in de gematigde liberale Journal de Bruges.